# Mario Martínez Rubio
Mario Martínez Rubio (nascut el 25 de març de 1985) és un futbolista professional espanyol que juga com a migcampista.

## Carrera futbolística
Producte del sistema juvenil del club natal del CD Numància,  Mario va aparèixer per primera vegada amb el seu primer equip durant la segona divisió de 2002–03 –dos partits– i després va jugar 34 vegades marcant tres gols la temporada 2007–08 quan el conjunt sòrià va tornar a la Lliga després d'una absència de tres anys.
El 31 d'agost del 2008, quatre anys després de debutar a la màxima categoria, Mario va marcar l'únic gol quan el Numància va derrotar sorprenentment el FC Barcelona a casa en el qual va ser el primer partit de lliga de Pep Guardiola com a tècnic. Seria el seu únic a la campanya, ja que l'equip va baixar de seguida.
Després de només 13 partits de lliga dels 42 en 2010-11 (un complet), Mario, de 26 anys, va ser alliberat pel Numància, signant amb el Real Unión de tercer nivell. No es va establir amb cap club ni en cap país els anys següents, representant l'Olympiakos Nicòsia, el FC Bakú, el SD Tarazona i els Jaguares de Córdoba.
El 3 de juliol de 2015, Mario es va incorporar al Club Blooming a la Lliga de Futbol Professional Boliviano. El 12 d'agost, l'equip va guanyar la seva primera Copa Cine Center després de derrotar el Club Jorge Wilstermann per 4-0 a la final, i va marcar el primer gol.
Mario va canviar contínuament de clubs i països en els anys següents, representant el Boavista FC, PGS Kissamikos, Puerto Rico FC i Olimpia Grudziądz .